# 小行星936
小行星936（936 Kunigunde）是一颗围绕太阳公转的小行星。
該小行星以發現者卡爾·威廉·萊茵姆特在曆書《Der Lahrer hinkende Bote》中選擇的女性人名庫內貢德（Kunigunde）命名。

## 参数
这颗小行星的绝对星等为10.0个天文单位，自转周期为8.8小时。